# Elecciones municipales de Tambopata de 1995
Las elecciones municipales de Tambopata de 1995 se llevaron a cabo el 12 de noviembre de 1995 para elegir al alcalde y al Concejo Provincial de Tambopata para el periodo 1996-1998. La elección se celebró simultáneamente con elecciones municipales en todo el país.

## Sistema electoral
La Municipalidad Provincial de Tambopata es el órgano administrativo y de gobierno de la provincia de Tambopata. Está compuesta por el alcalde y el Concejo Provincial.
La votación del alcalde y el concejo se realiza en base al sufragio universal, que comprende a todos los ciudadanos nacionales mayores de dieciocho años, empadronados y residentes en la provincia de Tambopata y en pleno goce de sus derechos políticos, así como a los ciudadanos no nacionales residentes y empadronados en la provincia de Tambopata.
El Concejo Provincial de Tambopata está compuesto por 14 regidores elegidos por sufragio directo para un período de tres (3) años, en forma conjunta con la elección del alcalde (quien lo preside). La votación es por lista cerrada y bloqueada. Se asigna a la lista ganadora los escaños según el método d'Hondt o la mitad más uno, lo que más le favorezca.

## Composición del Concejo Provincial de Tambopata
La siguiente tabla muestra la composición del Concejo Provincial de Tambopata antes de las elecciones.
| Partidos | Partidos                                                         | Regidores |
| -------- | ---------------------------------------------------------------- | --------- |
|          | Partido Aprista Peruano                                          | 11        |
|          | Lista Independiente N° 9 Movimiento Independiente Nueva Imagen   | 3         |
|          | Lista Independiente N° 3 Frente Popular                          | 2         |
|          | Lista Independiente N° 23 Mayoría Independiente de Madre de Dios | 1         |
|          | Lista Independiente N° 17 Movimiento Independiente Popular       | 1         |
|          | Acción Popular                                                   | 1         |

## Partidos y candidatos
A continuación se muestra una lista de los principales partidos y alianzas electorales que participaron en las elecciones:
| Candidatura | Candidatura | Partidos y alianzas                                                                        | Candidatos | Candidatos                 | Ideología                                | Resultado previo | Resultado previo | Ref. |
| Candidatura | Candidatura | Partidos y alianzas                                                                        | Candidatos | Candidatos                 | Ideología                                | Votos (%)        | Reg.             | Ref. |
| ----------- | ----------- | ------------------------------------------------------------------------------------------ | ---------- | -------------------------- | ---------------------------------------- | ---------------- | ---------------- | ---- |
|             | AP          | Lista - Acción Popular (AP)                                                                |            | Sin información disponible | Humanismo Nacionalismo cívico Reformismo | 8.34%            | 1                |      |
|             | IND         | Lista - Lista Independiente N° 7 Movimiento Independiente Frente Popular por Madre de Dios |            | Sin información disponible | Localismo tambopatino                    | Nuevo            | Nuevo            |      |
|             | IND         | Lista - Lista Independiente N° 11 Movimiento Independiente Nueva Imagen                    |            | Sin información disponible | Localismo tambopatino                    | Nuevo            | Nuevo            |      |
|             | IND         | Lista - Lista Independiente N° 17 Movimiento Vecinal 95                                    |            | Santos Kaway Komori        | Localismo tambopatino                    | Nuevo            | Nuevo            |      |

Otros candidatos
| Partidos y alianzas | Partidos y alianzas                                                     | Candidatos                 |
| ------------------- | ----------------------------------------------------------------------- | -------------------------- |
|                     | Lista Independiente N° 3 Movimiento Independiente Popular Tahuantinsuyo | Sin información disponible |
|                     | Lista Independiente N° 5 Vecinal Cambio 95                              | Sin información disponible |
|                     | Lista Independiente N° 9 Frente Vecinal por Madre de Dios               | Sin información disponible |
|                     | Lista Independiente N° 13 Movimiento Mayoría Independiente              | Sin información disponible |
|                     | Lista Independiente N° 15 Movimiento Independiente Somos Madre de Dios  | Sin información disponible |

## Resultados

### Sumario general
|                        |                                                                                    |              |              |              |           |           |
| Partidos y coaliciones | Partidos y coaliciones                                                             | Voto popular | Voto popular | Voto popular | Regidores | Regidores |
| Partidos y coaliciones | Partidos y coaliciones                                                             | Votos        | %            | ±pp          | Total     | +/−       |
|                        | Lista Independiente N° 17 Movimiento Vecinal 95                                    | 4,584        | 32.87        | n/a          | 8         | +8        |
|                        | Lista Independiente N° 3 Movimiento Independiente Frente Popular por Madre de Dios | 3,253        | 23.33        | n/a          | 3         | +3        |
|                        | Lista Independiente N° 11 Movimiento Independiente Nueva Imagen                    | 3,211        | 23.02        | n/a          | 3         | +3        |
|                        | Lista Independiente N° 15 Movimiento Independiente Somos Madre de Dios             | 1,033        | 7.41         | n/a          | 0         | ±0        |
|                        | Lista Independiente N° 3 Movimiento Independiente Popular Tahuantinsuyo            | 633          | 4.54         | n/a          | 0         | ±0        |
|                        | Lista Independiente N° 13 Movimiento Mayoría Independiente                         | 551          | 3.95         | n/a          | 0         | ±0        |
|                        | Lista Independiente N° 5 Vecinal Cambio 95                                         | 462          | 3.31         | n/a          | 0         | ±0        |
|                        | Acción Popular (AP)                                                                | 141          | 1.01         | –7.33        | 0         | –1        |
|                        | Lista Independiente N° 9 Frente Vecinal por Madre de Dios                          | 78           | 0.56         | n/a          | 0         | ±0        |
|                        |                                                                                    |              |              |              |           |           |
| Total                  | Total                                                                              | 13,946       |              |              | 14        | –5        |
|                        |                                                                                    |              |              |              |           |           |
| Votos válidos          | Votos válidos                                                                      | 13,946       | 85.86        | +7.61        |           |           |
| Votos en blanco        | Votos en blanco                                                                    | 1,427        | 8.79         | +5.07        |           |           |
| Votos nulos            | Votos nulos                                                                        | 870          | 5.36         | –12.67       |           |           |
| Votos emitidos         | Votos emitidos                                                                     | 16,243       | 63.99        | +10.25       |           |           |
| Abstenciones           | Abstenciones                                                                       | 9,142        | 36.01        | –10.25       |           |           |
| Votantes registrados   | Votantes registrados                                                               | 25,385       |              |              |           |           |
|                        |                                                                                    |              |              |              |           |           |
| Fuente:                |                                                                                    |              |              |              |           |           |

## Elecciones municipales distritales

### Resultados por distrito
La siguiente tabla enumera el control de los distritos de la provincia de Tambopata. El cambio de mando de una organización política se resalta del color de ese partido.
| Distrito    | Alcalde(sa) titular                                           | Partido político                                              | Partido político                                              | Alcalde(sa) electo(a)   | Partido político | Partido político          |
| ----------- | ------------------------------------------------------------- | ------------------------------------------------------------- | ------------------------------------------------------------- | ----------------------- | ---------------- | ------------------------- |
| Inambari    | Víctor Fuentes Vilca                                          |                                                               | Mayoría Independiente                                         | Carlos Toledo Arévalo   |                  | Lista Independiente N° 11 |
| Laberinto   | Creación del distrito (Ley N° 26349, 7 de septiembre de 1994) | Creación del distrito (Ley N° 26349, 7 de septiembre de 1994) | Creación del distrito (Ley N° 26349, 7 de septiembre de 1994) | Claudio Lizarazo Romero |                  | Lista Independiente N° 7  |
| Las Piedras | Nicanor Kuno Peña                                             |                                                               | Acción Popular                                                | Domingo Borda Flores    |                  | Lista Independiente N° 7  |